# Thúc Tề
Thúc Tề (chữ Hán: 叔齊) là con vua nước Cô Trúc - quốc gia chư hầu nhà Thương trong lịch sử Trung Quốc. Ông cùng người anh là Bá Di nổi tiếng vì sự trung thành với nhà Thương bị nhà Chu tiêu diệt.

## Từ ngôi vua
Theo Sử ký sách ẩn, Thúc Tề là con trai thứ ba của Á Vi (亞微) - vua nước Cô Trúc thời vua Trụ nhà Thương. Vua cha muốn lập ông lên nối nghiệp. Sau khi cha mất, Thúc Tề nhường lại ngôi vua cho anh cả là Bá Di nhưng Bá Di không nhận, bỏ trốn đi nơi khác.
Thúc Tề thấy Bá Di bỏ khỏi nước Cô Trúc cũng đi theo. Người trong nước bèn lập Á Bằng (亞憑) - người em của Bá Di và anh của Thúc Tề lên ngôi.

## Can vua Chu
Nghe tin Tây Bá Cơ Xương là người trọng đãi hiền sĩ, anh em Thúc Tề tìm đến. Nhưng khi đến nơi thì Cơ Xương đã qua đời, con là Cơ Phát lên thay, mang quân đánh vua Trụ tàn bạo. Bá Di cùng em đến trước ngựa của Cơ Phát can rằng:
Cha chết không chôn lại gây việc can qua có thể gọi là hiếu không? Là bầy tôi giết vua có thể gọi là nhân không?
Cơ Phát không nghe. Những người hộ vệ của Cơ Phát định giết anh em ông nhưng Khương Tử Nha ngăn lại và cho đi nơi khác.

## Không theo nhà Chu
Cơ Phát mang đại quân cùng các chư hầu đánh vua Trụ. Vì vua Trụ tàn bạo mất lòng người nên bị đại bại ở trận Mục Dã, tự thiêu mà chết.
Cơ Phát lên ngôi thiên tử, lập ra nhà Chu. Các chư hầu đều tôn thờ nhà Chu. Riêng Bá Di và Thúc Tề xấu hổ về việc đã can ngăn vua Chu diệt bạo chúa, bèn cùng nhau thề không ăn thóc nhà Chu.
Bá Di và Thúc Tề lên núi Thú Dương, hái rau vi ăn qua bữa. Rau vi không thể nuôi sống được, cuối cùng Thúc Tề và anh đều chết đói tại núi Thú Dương.
Trước khi qua đời, Bá Di và Thúc Tề làm bài ca:
Lên núi Tây chừ hái rau vi,
Lấy bạo đổi bạo chừ có hay chi?
Thần Nông, Ngu, Hạ chìm cả rồi, ta biết nơi nào đi?
Đời sau thường dùng hình ảnh Di, Tề để nói về việc đi ở ẩn.